# Pomacentrus leptus
Pomacentrus leptus är en fiskart som beskrevs av Allen och Randall, 1980. Pomacentrus leptus ingår i släktet Pomacentrus och familjen Pomacentridae. Inga underarter finns listade i Catalogue of Life.